# 41, el hombre perfecto
41, el hombre perfecto es una película de comedia mexicana de 1982 dirigida por Pepe Romay y protagonizada por Lalo "el Mimo", Julissa y Angélica Chaín.

## Argumento
Mamerto Borrego es un hombre de 41 años que después de la muerte de su madre trata de buscar la felicidad y a la mujer que amar, con la ayuda de sus psiquiatra.

## Reparto
- Lalo "el Mimo" como Mamerto Borrego.
- Julissa como Srta. Clarissa Machorro.
- Angélica Chaín como Sandy.
- Elsa Benn como Faustina.
- Anaís de Melo como Crystal.
- Carolina Barret como Mamá de Mamerto.
- Luis Alarcón como Dr. Jorge Villa.
- María Prado como Doña Jovita, madre de Faustina.
- Alfonso Munguía como Sergio.
- Clarissa Ahuet como Verónica.
- Cynthia Riveroll como Jackie.
- Maricarmen Resendez como Virginia.
- Carlos Bonavides
- Jaime Pizano como Chofer.
- Guillermo de Alvarado (como Noe Ladrón de Guevara).
- Baltazar Ramos (como Baltazar Ramos E.).
- Rubén Márquez como Gran ministro de Yeyabe (como Ruben Marquez P.).
- Víctor Lozoya
- Bernabé Palma
- Carlos Agostí como Miembro del consejo (no acreditado).

## Producción y lanzamiento
La película fue filmada en Acapulco.
La película fue estrenada el 4 de noviembre de 1982 y fue exhibida en los cines Sonora, Tlatelolco, Tlalpan, Mitla, Ermita, Bahía, Elvira, Piscis, Las Torres 5, Villa de las Flores, Maravillas, Aragón 1, Arte Cinema Azteca, Ecatepec 1, Fausto Vega y Aries, por dos semanas.

## Recepción
En Nuevo cine mexicano de Gustavo García y José Felipe Coria, la película es descrita como parte de un grupo de películas mexicanas de principios de la década de los años 1980 «en las que el sexo es una necesidad existencial y el albur afirmación de un clasismo a la inversa».